# Virus de la paràlisi del grill
El virus de la paràlisi del grill o CrPV, per les seves sigles en anglès, és un virus del gènere Cripavirus pertanyent a la familia Dicistroviridae.Atenent a la classificació de Baltimore, aquest virus està inclòs en el grup IV, és a dir, és un virus d'ARN de cadena senzilla positiu. A més el seu genoma és lineal, monopartit, mesura entre 8,5 i 10,2 kilobases no presenta envolta i la seva càpsida té simetria icosaèdrica. Està distribuït globalment, tot i que va ser aïllat per primer cop per Carl Reinganum l'any 1970 a partir de l'observació de les espècies de grills de camp australians Teleogryllus oceanicus i Teleogryllus commodus. Té un elevat rang d'hostes, de fet, el seu hoste natural són els invertebrats fonamentalment els insectes dels ordres dels Dípters, Lepidòpters, Ortòpters i Heteròpters. En el seu cicle de replicació el virus penetra a la cèl·lula hoste, després allibera l'ARN genòmic viral en el citoplasma que, posteriorment, degut a la síntesi i al tall proteolític de la replicasa ARN1 replicarà i obtindrà un ARN genòmic de doble cadena a partir del genoma que després es transcriurà i es replicarà per tal d'obtenir l'ARN missatger per tal de sintetitzar una nova còpia de genoma. Finalment s'expresa la poliproteïna RNA2 per obtenir les proteïnes estructurals. Alguns exemples de les espècies que infecta són el grill domèstic o la mosca Drosòfila, en aquesta s'ha vist que diferents factors poden modular la defensa antiviral com són les proteïnes anomenades argonautes.